# Ėdvin Ozolin
Ėdvin Sigizmundovič Ozolin (in russo Эдвин Сигизмундович Озолин?; Leningrado, 12 febbraio 1939) è un ex velocista sovietico.

## Palmarès
| Anno | Manifestazione  | Sede      | Evento  | Risultato | Prestazione | Note |
| ---- | --------------- | --------- | ------- | --------- | ----------- | ---- |
| 1958 | Europei         | Stoccolma | 4×100 m | Bronzo    | 40"4        |      |
| 1960 | Giochi olimpici | Roma      | 4×100 m | Argento   | 40"1        |      |
| 1966 | Europei         | Budapest  | 4×100 m | Argento   | 39"8        |      |

## Altre competizioni internazionali
1965
- Coppa Europa di atletica leggera ( Stoccarda)